# Keijirō
Keijirō (jap. けいじろう, ケイジロー) – męskie imię japońskie.

## Możliwa pisownia
Do zapisania „kei” używa się różnych znaków, o różnym znaczeniu (np. 敬 „pełen szacunku”, 慶 „rozradowanie”). Znaki użyte do zapisania „jirō” (二郎) znaczą „drugi syn”. Mogą to być także samodzielne imiona.

## Znane osoby
- Keijirō Amemiya (敬次郎), japoński biznesmen
- Keijirō Maeda (慶次郎), jeden z pseudonimów Kyōtarō Fujimoto – japońskiego kick-boxera i boksera wagi ciężkiej
- Keijirō Ogawa (慶治朗), japoński piłkarz
- Keijirō Okano (敬次郎), japoński polityk i minister przedwojennego imperium japońskiego

## Fikcyjne postacie
- Keijirō Minami (健次郎), bohater anime Yūri!!! On Ice
- Keijirō Okamoto, główny bohater mangi Good Morning Keijirō